# 이수영 (1979년)
이수영(본명: 이지연, 1979년 4월 12일 ~ )은 대한민국의 발라드 가수이다. 1999년에 정규 1집 《I Believe》로 데뷔했다. 이후 4집 타이틀곡 〈라라라〉로 최고의 인기를 얻었고, 2009년 정규 9집 음반 《DAZZLE》을 발매하기까지 통산 300만 장 이상의 판매량을 기록하였다.

## 생애

### 1979년 ~ 1998년: 어린 시절 및 초기 활동
이수영은 1979년 4월 12일 서울 관악구 봉천동에서 태어났다. 이후 초등학교를 졸업하고 중학교를 다니던 도중에 경기 분당으로 이사를 가면서 그곳에서 남은 어린 시절을 보냈다. 이수영이 9살 되던 해에 아버지가 교통사고로 세상을 떠난 뒤, 그녀의 어머니는 세 자녀를 키우기 위해 식당 일, 우유 배달 등을 하며 생계를 꾸려나갔다. 그 와중에 그녀는 평소 꿈이었던 가수에 대한 궁금증으로 참석한 CCM 행사에서 개신교를 접하게 되었다. 개신교에 대한 믿음을 가지게 된 그녀는 한동안 교내 친구들을 상대로 전도활동에 전념하였다.
그러나, 그러던 중 갑작스럽게 어머니마저 교통사고로 세상을 떠난다. 이수영은 평상시 어머니가 살아있을 적에 많이 의지하고 이해한 입장으로서 어머니가 세상을 떠났을 때 자신이 이제껏 믿고 있던 개신교까지 잠시나마 포기할 정도로 매우 절망스럽고 대단히 상심이 컸다고 한다.
한편 이와는 별개로 이수영은 17살때 나갔던 MBC 라디오 프로그램인 별이 빛나는 밤에의 장기자랑 코너에서 장원을 수상했다. 18살이 되던 해에 이수영은 머라이어 캐리 등의 가수들의 노래를 불러서 만든 데모 테잎을 이가기획(팬텀엔터테인먼트)에 보냈고, 이 과정에서 합격했으며 그때부터 본격적인 보컬 트레이닝이 시작되었다. 이가기획(팬텀엔터테인먼트)의 사장 이도형은 이수영이 다양한 분야의 가창법을 트레이닝 받도록 시켰다. 그녀는 그 당시를 "10시간 보컬 연습 10시간 안무 연습 4시간 취침"이라 표현했다. 트레이닝이 막바지에 이를 무렵 이도형은 이수영의 음색이 댄스 가수와 맞지 않다며 발라드 가수로 데뷔시켰다. 이도형의 트레이닝과 관리는 데뷔 후에도 계속되었으며 2집 활동 때 절정에 달했다.

### 1999년 ~ 2001년: I Believe, Never Again, m ade in winter
이수영의 데뷔 앨범인 정규 1집 《I Believe》는 1999년 10월 8일에 발매되었다. 1집의 타이틀곡 〈I Believe〉는 오리엔탈 발라드의 곡으로 각종 차트에서 상위권을 차지했다. 이어서 후속곡 〈Good Bye My Love〉로 활동하였다.
이후, 정규 2집 《Never Again》이 2001년 2월 2일에 발매되었다. 해당 음반의 타이틀 곡 〈Never Again〉은 웅장한 오케스트라 세션이 동원된 곡이다. 그 다음에 발표된 후속곡 〈스치듯 안녕〉으로 좋은 반응을 얻었는데, 특히 〈스치듯 안녕〉은 타이틀곡인 〈Never Again〉보다 오히려 더 많은 관심을 받았다. 이 앨범으로 활동을 시작하면서, 처음으로 몇몇 예능 프로그램에 출연하기도 하였다. 그러던 어느날 이수영은 〈스치듯 안녕〉 활동 중 갑작스럽게 쓰러졌다. 그런데 소속사는 그런 이수영을 병원에 며칠 입원시켜 치료를 받게 한 뒤 퇴원과 동시에 곧바로 방송국으로 보냈다. 이수영은 점점 더 건강이 나빠졌고 이내 결국에는 2집 활동을 예정보다 일찍 마무리하게 되었다.
세 번째 정규 앨범 《made in winter》는 2001년 12월 11일에 발매되었다. 기존 앨범과 달리 현악기 세션을 최대한 자제한 이 앨범의 타이틀곡인 〈그리고 사랑해〉는 〈라라라〉와 함께 팬들에게 이수영 노래들 가운데 최고의 명곡으로 꼽히고 있다. 3집 활동의 주된 변화는 예능 프로그램 출연을 통한 홍보였다. 많은 이들이 노래는 아는데, 그녀의 얼굴은 모르는 상황이었다. 그래서 각종 예능 프로그램에 출연하여 연변 사투리 개인기를 선보여 많은 사랑을 받았고, 이후 이수영은 MBC 예능 프로그램인 《일요일 일요일 밤에》의 코너 〈게릴라 콘서트〉에 출연해 자신의 이미지를 대중에게 더욱 강하게 인식시켰다. 홍콩의 유명 영화배우인 청룽과 함께 청룽의 앨범에 수록된 듀엣곡인 〈몽상적천제〉를 녹음하며 동남아시아 프로모션의 모습도 보였으나 보도자료에서와 달리 프로모션 행사 이후 동남아시아에 더 이상 방문하지 않았고 활동 또한 전무했다. 후속곡 〈차라리〉로 활동하던 중 MBC 라디오 프로그램 《감성시대》를 진행하게 되었으며, 2002년 6월 월드컵 개막과 동시에 3집 활동을 마무리 지었다.

### 2002년 ~ 2003년: my stay in sendai, this time
2002년 4월 MBC는 정규 봄 개편을 단행했다. 조금 전 언급한 것과 같이 봄 개편과 더불어 이수영은 MBC 표준FM에서 오전 0시에 방송되던 《감성시대》의 DJ를 맡게 되었다. 하지만 2003년 3월이 되자 돌연 DJ 자리에서 내려오게 되었다. 이로써 이수영은 2002년 4월 2일부터 2003년 3월 10일까지 진행하던 《감성시대》를 그룹 UN의 최정원에게 물려주고 DJ 활동을 마무리지었다. 실제로 이전에 계획중이었던 이수영의 일본진출같은 경우 1년 3개월 후에 이루어졌다.
또한 그 이전에 이수영은 일본 유명 비디오게임인 《파이널 판타지》 열 번째 편의 인터내셔널 버전인 파이널 판타지 X의 OST 수록곡 〈素敵だね〉(스테키다네)를 〈얼마나 좋을까〉라는 곡으로 번안하여 불렀다. 이 곡은 파이널 판타지 유저들에게 많이 알려질 정도로 유명하며, 비록 OST 참여였지만 〈얼마나 좋을까〉는 게임유저들에게 이수영이란 존재를 알리는 데 도움을 주었다.
정규 4집 《my stay in sendai》는 라디오 프로그램인 《감성시대》를 진행 중이던 2002년 9월 16일에 발매되었다. 이수영은 앨범 활동과 DJ활동을 병행하였는데 이 점은 앨범 홍보에 도움이 되었다. 타이틀곡인 〈라라라〉는 이수영의 음색이 두드러지게 표현되었고, 공중파 가요 프로그램 첫 1위라는 숙원을 풀게 해주었다. SBS 인기가요에서 첫 1위를 수상한 이수영은 눈물을 흘리며 말을 잇지 못해 진행자들을 당황시킬 정도였다. 후속곡 〈빚〉도 〈라라라〉에 못지않은 인기를 끌며 가요 프로그램 1위를 기록했다. 4집은 그녀의 역대 앨범 중 가장 많이 팔린 앨범이다. 4집 활동으로 이수영에게 있어서는 개인적으로 최고의 한해를 보냈으며, 그 해 연말 시상식 프로그램에 처음으로 참석하게 되었다. 이 여세를 몰아 2003년 1월 4.5집 스페셜 앨범인 《Sweet Holiday in Lombok》을 발매하여 싱글로는 일본 밴드 ZARD의 곡인 〈GOOD DAY〉를 리메이크한 〈굿바이〉를 선보였으며 이 곡을 통해서 또 한번 인기를 얻게 되었다. 한편 공식 활동 마무리 후 음악공부를 위해 외국 유학을 간다는 소문이 돌았고 소속사에서 보도자료를 배포하기도 했으나 이수영이 해외 유학을 거절함에 따라 무산되었다.
정규 5집 《this time》은 2003년 8월 21일에 발매되었다. 타이틀 곡은 〈덩그러니〉이며 후속곡은 〈여전히 입술을 깨물죠〉이다. 이 두 곡으로 그 해 연말 이수영은 MBC 10대 가수가요제에서 최희준이 시상・발표한 최고 인기가수상을 수상하는 영광을 안았다. 2003년은 이효리가 시상식을 대거 휩쓸어 버린 해여서 발표 당시 이효리의 그랜드 슬램을 예상했던 이수영은 본인이 수상했다는 사실에 눈물을 흘릴 정도였다. 생애 첫 가요대상을 수상하면서 이수영은 발라드 여왕이라는 이미지를 더욱 더 확고히 굳혔다.

### 2004년 ~ 2005년: 일본 진출, The Colors of My Life
5집 활동을 마친 이수영은 휴식기에 들어갔다. 소속사가 이미 일본 진출을 선언한 터라 다른 작업은 할 수 없었다. 공백기 동안 이수영은 리메이크 앨범 《Classic the remake》를 발매하고 이문세의 〈광화문 연가〉를 리메이크해 첫 싱글로 내세웠다. 이 앨범은 CD와 테이프의 판매 비율이 거의 비슷한 경우에 속해 기존 음반에서는 찾아보기 힘든 유례없는 기현상을 보였다. 앨범이 발매되는 휴식기동안 이수영은 여행을 통해 몸과 마음을 재충전하고 귀국했다.
이가기획(팬텀엔터테인먼트)은 이수영의 일본 진출을 오래 전부터 계획해왔다. 2004년 5월 소속사는 소니 뮤직 엔터테인먼트와 정규앨범 1장, 싱글앨범 2장 발매를 조건으로 계약을 체결하고 본격적인 일본 진출을 감행했다. 일부 언론의 기사에서 '일본 시장에서 성공할 때까지 돌아오지 않겠다'라는 각오를 보여주기도 했다. 그러나, 일본에서 발매한 싱글 〈사이고노 와가마마 (最後の我がまま)〉는 오리콘 차트 125위라는 저조한 성적을 기록했다. 이로 인해 일본 활동의 경우 씁쓸하게 마무리를 지었다.
이어서 나온 6집 《The Colors of My Life》는 전체적으로 듣기 편안한 음악들로 이루어졌고 이는 이수영이 지향하는 음악이기도 하다. 그러나 6집에 대한 대중들의 평은 전 앨범들에 비해 그리 좋지 못한 편이었다. 하지만 앨범 판매량에 있어서는 2004년 9월 10일에 발매되었음에도 불구하고 12월까지 34만장의 판매고를 올려 그 해 앨범판매량 3위를 차지했다. 2위 또한 이수영의 앨범인 《Classic the remake》였다. 6집 활동에서 소속사인 이가기획(팬텀엔터테인먼트)은 각종 예능 프로그램의 크레딧타임에 타이틀 곡 〈휠릴리〉의 뮤직비디오를 방영시켰다. 이수영은 연말 시상식 가운데 제19회 골든디스크상에서 대상을 수상했으며, 《MBC 10대 가수 가요제》에서도 가요대상을 2년 연속 수상했다. 이수영은 2005년 1월 1일을 기해 6집 활동을 마무리지었다.
이수영이 이가기획(팬텀엔터테인먼트)과의 계약이 만료되었다는 소식이 전해지자 각 언론들은 그녀의 행보에 주목했다. 한편 이수영은 이가기획(팬텀엔터테인먼트) 주최 아래 진행되는 공연 가운데 ‘톡톡콘서트’라는 공연이 있다는 사실을 공연 3일 전에 알게 되었다. 그 전까지 이수영은 미국으로 떠나 친구 박경림과 생활하던 중이어서 준비 한번 된 적 없는 공연이 제대로 되었을 리 없었다. 이 때문에 톡톡콘서트에서의 반주는 모두 MR을 사용했고 노래 또한 5곡만 불렀으며 주로 이야기가 더 많은 비중을 차지했다. 공연 마지막에 이수영은 이 공연에 대한 사실을 이야기하면서 이 공연이 이가기획(팬텀엔터테인먼트)과의 마지막 일이라고 밝혔다. 당시 이수영의 소속사였던 이가기획(팬텀엔터테인먼트)은 이수영이 미국에 있을 때 그녀의 의사와는 상관없이 6.5집 및 스페셜 앨범 《As Time Goes By》를 발매했다. 첫 번째 싱글은 〈꽃들은 지고〉였으며, 계약이 끝난 상황에서도 이수영이란 이름과 음원들에 대한 소유권을 가진 소속사 측에서의 홍보 수단으로 전락하였다. 이로 인해 2005년 4월까지 휴식을 취한 이수영은 소속사를 옮길 목적을 가지게 되었고, 4월 22일에 리쿠드엔터테인먼트와 3년간 정규 앨범 3장, 비정규 앨범 2장 발매의 조건으로 계약을 체결했다. 이수영이 새 소속사를 확정짓기 전의 후보로는 신나라레코드와 리쿠드엔터테인먼트가 물망에 떠올랐는데 이수영은 신생기획사인 리쿠드엔터테인먼트를 택했다. 그곳은 직원 전원이 개신교 신자로서 그 점이 그 곳을 선택하는 데 영향을 미쳤다고 후에 밝혔다. 계약 체결 후 미국으로 떠났는데 그곳에서 한인 축제 행사 등에 참여한 뒤 이수영은 보컬 트레이닝에 임했다. 미국의 보컬 트레이너는 이수영에게 "당신은 흑인이 아니라서 절대 흑인의 목소리를 낼 수 없다"며 창법이나 음색을 바꾸려 하지 말고 더욱 발전 시킬 것을 조언했다. 한 달여 간의 트레이닝을 마친 이수영은 국내로 귀국하여 팬들과 만남을 계획해 2005년 7월 30일, 경기도 안성시에서 데뷔 후 처음으로 팬들과 팬미팅 겸 캠프 행사를 가졌다. 이 날 이수영은 팬들에게 하고 싶었던 이야기를 토해내며 마지막으로 이가기획(팬텀엔터테인먼트)에서 추가로 발매할 3장의 앨범에 대해 언급하면서 그것은 자신의 앨범이 아니며 꼭 7집만을 사랑해 달라고 부탁했다. 10월에 발매 예정이었던 7집이 이듬 해로 연기되면서 이수영은 또 다시 약 6개월간의 공백기를 가지게 되었다.

### 2006년 ~ 2007년: grace, 내려놓음
2005년 9월 30일을 기해 정규 7집 앨범의 인터넷 예약 판매가 시작되었고, 그와 동시에 팬텀의 첫 번째 앨범도 예약 판매를 시작했다. 공교롭게도 7집은 발매예정일이 10월 21일이었고, 팬텀의 첫 번째 앨범은 10월 20일이었다. 팬텀이 발매한 이가스페셜앨범은 기존 곡들과 일본 싱글제작 당시 녹음한 미공개곡 두 곡과 기존에 공개했던 일본어곡 한 곡을 포함한 베스트앨범이었다. 이 앨범은 역대 최저 판매량을 기록하였다. 이수영 측은 이전 소속사였던 팬텀에서 급작스럽게 내놓은 스페셜 앨범의 발매로 인하여 7집 발매를 11월로 잠시 미루었다. 그러다가 내년에 발매하는 것으로 또다시 연기함과 동시에 그렇게 결정을 내리면서, 2006년 1월 21일에 정규 7집이 발매되었다. 그해에 발매된 7집의 타이틀 곡 〈Grace〉는 앨범 발매 한 달 만에 방송횟수 1000회를 돌파하였고, SBS 인기가요에서 2주 연속 1위를 했으며, 특히 MBC FM4U의 라디오 프로그램 정오의 희망곡에서는 7주간 1위를 차지했다. 그리고 음악 스트리밍 사이트 벅스뮤직에서는 8주간 1위라는 부동의 자리를 지켰다. 그 당시 이수영은 이미지 변신을 꾀했는데, 그것은 바로 각종 예능프로그램에 많이 출연을 한 것이다. 이수영은 본인 스스로가 웃긴 사람이라고 칭할만큼 유머감각이 뛰어난 사람이었으나, 전 소속사인 팬텀엔터테인먼트의 이미지 관리로 인해 많은 모습을 숨기고 있었다. 후속곡 〈시린〉으로 활동중이던 이수영은 하반기 앨범작업과 각종 국내외 공연 일정을 이유로 2006년 4월 9일 7집의 공식적인 활동을 마감했다.
그런데 2006년 7월 말, 소속사인 리쿠드엔터테인먼트와 이수영 사이의 불화설이 떠돌았다. 이에 대해 리쿠드엔터테인먼트 측은 사실무근이라는 보도자료를 언론사에 내보냈다. 하지만 이 루머의 경우 일반 대중이 알고 있던 사실이 아니었기에 루머 관련 기사 이전의 사실무근 기사는 뭔가 앞뒤가 맞지 않는 상황이었다. 이후 7월 31일에 이수영측은 언론사와의 인터뷰를 통해 소속사간의 불화 사실을 공식발표했다. 소속사 리쿠드엔터테인먼트는 미숙한 업무처리로 인해 이수영에게 계약금을 지급하지 않았으며, 계약금 지급을 요구한 이수영의 요구에 이수영의 매니저팀을 전원 해고하는 등의 조치를 취했다고 한다. 심지어 2006년 하반기의 전국투어 콘서트 일정을 이수영의 동의없이 일방적으로 체결하는 등 여러 면에서 불성실한 계약 이행을 해왔다는 것이다. 그 당시 이수영은 소속사를 상대로 소송을 한 상태로서 재판을 앞두고 있는 상황이었으며, 리쿠드엔터테인먼트 또한 이수영을 맞고소하였다. 이수영은 7집 《grace》의 음원 권리를 넘긴다면 고소를 취하하겠다는 의사를 밝혔다. 결국, 이수영과 전 소속사인 리쿠드와의 분쟁은 2007년 1월에 양 측이 이수영의 리쿠드 전속 계약금 10억원 중 2억1000만원을 리쿠드 측이 반환 한다는 합의를 보고 종결되었다. 그 후, 이수영은 소속사를 세우게 되는데 이것이 바로 해브엔터테인먼트이다. 이수영은 언론과의 인터뷰에서 자신이 이적할 마땅한 소속사가 없자 본인 스스로가 소속사를 차리게 되었다고 밝혔으나, 이수영은 소속사 경영에는 참여하지 않는다고 말했다.
소속사 문제를 해결한뒤, 이수영은 2007년 9월 11일에 8집 앨범 《내려놓음》을 발매하였다. 타이틀곡인 〈단발머리〉는 기타와 아이리쉬 휘슬로 전주가 구성되었고 주로 이루어지는 경쾌한 멜로디에 이별 후 여자의 마음을 표현한 가사로 만들어졌다. 이 앨범은 발매와 동시에 각종 음반차트에서 1위를 하였고, 지상파에서 3위를 기록하고 내려왔다. 하지만 8집은 노래스타일, 뮤직비디오와 함께 인기, 욕심, 부담을 내려놓았기 때문에 그다지 이전 앨범보다는 성과를 얻지 못했다. 11월 22일 8집 리패키지를 내고, 뮤직비디오도 어떠한 홍보를 하지 않은 상태로 타이틀곡 〈남자를 모르고〉를 통해 활동을 지속했다.

### 2008년 ~ 2009년: Once, DAZZLE
2008년 11월 13일 이수영은 생애 첫 번째 미니 앨범 《Once》를 발매하고, 타이틀곡 〈이런 여자〉로 활동했다. 이 곡은 그제껏 해왔던 이수영표 발라드와는 다른 대중성이 강한 오리지널 발라드곡이었다. 하지만, 이 앨범은 8집 이후 처음으로 차트진입에 실패하였고 큰 성과를 얻지 못했다. 이후 별다른 후속곡 없이 2개월만에 첫 미니앨범 활동을 마무리 하였다.
이후, 2009년 10월 21일에는 정규 9집 《DAZZLE》이 발매되었다. 원래의 9집 발매 계획은 2009년 봄이었으나, 연기자 데뷔 작품인 드라마 《그저 바라보다가》로 인해 계획보다 늦게 발매되었다. 타이틀 곡인 〈내 이름 부르지 마〉는 다소 복고적인 리듬에 세련된 멜로디를 가미하여 팝의 느낌을 살린 이수영표 발라드의 끝을 보는 대체로 편안한 분위기의 노래이다. 9집에는 총 12개의 트랙이 있는데 타이틀을 포함한 신곡이 10개 트랙이며 나머지 두 개 트랙은 첫 번째 미니앨범 《Once》의 수록곡이었던 〈이런 여자〉와 〈첫사랑 그아이〉이다. 신곡을 살펴보면 기존에 여러 차례 선보였던 웅장한 사운드의 발라드 〈아이예〉와 탱고의 느낌을 빌려온 동시에 은유적 가사가 두드러지는 〈Five Of Swords〉, 일렉트로니카를 차용한 〈Wake up〉 등의 곡들을 통해 매우 다양한 시도를 했음을 알 수 있다.

### 2010년 ~ 2022년: 라디오 활동과 결혼, 나는 가수다 시즌2, 그 외 방송 출연
이수영은 2010년 4월 19일부터 KBS 2FM 《이수영의 뮤직쇼》의 DJ로 활동하기 시작했다. 2002년부터 2003년까지 진행한 《감성시대》 이후 줄곧 라디오 DJ에 욕심을 내비추었던 이수영은 갈망하던 자리인만큼 열정적이고 즐겁게 진행하며 입지를 굳혀갔으며, 덕분에 《이수영의 뮤직쇼》 청취율이 방송 3사를 통틀어 상위권에 랭크되었다. 이수영은 결혼발표도 자신이 진행하는 라디오 프로그램에서 알렸으며 2010년 10월 5일, 교회 지인을 통해 만난 10살 연상의 회사원 조재희씨와 결혼하였다. 결혼 후에도 《이수영의 뮤직쇼》의 DJ로 활발하게 활동하다가 2011년 2월 23일 임신을 알리는 기사가 나왔고 많은 팬들과 라디오 청취자들에게 축하를 받았다. 그 후로도 DJ활동을 이어갔지만, 라디오 진행 1주년이 되기 일주일 전인 4월 10일, 태교와 출산에 전념하기 위해 하차하였다. 이후 7월 27일 아들을 출산했다. 2012년 5월 6일부터 이수영은 MBC 《나는 가수다 II》를 통하여 3년만에 TV 방송에 복귀하였다. 2013년 2월 19일부터 2017년까지는 SBS MTV에서 《더 스테이지 빅 플레저》의 MC를 맡았으며, 2013년 3월 28일 《클래식 : 더 리메이크 두번째》로 약 4년만에 앨범 발매를 하였다. 그 이후에 《히든싱어》에도 출연을 하여 최종우승을 차지하기도 하였고, 《불후의 명곡》에도 출연하는 등 꾸준한 활동량을 보여왔다.

## 학력
- 서울신봉초등학교 졸업
- 문정중학교(전학) → 정자중학교 졸업
- 분당중앙고등학교 졸업
- 가천대학교[주해 3] 여성교양학과(중퇴)

## 수상
| 연도   | 수상 내역 |
| ------ | --- |
| 1994년 | - MBC 라디오 《별이 빛나는 밤에》 장기자랑 장원 |
| 2002년 | - 제17회 골든 디스크상 본상 - KBS 가요대상 본상 - SBS 가요대전 본상 - MBC 10대 가수 가요제 본상 - 코리안 뮤직 어워드 본상 - M.net KM 뮤직비디오 페스티벌 발라드 음악상                                                                          |
| 2003년 | - 제18회 골든 디스크상 본상 - KBS 가요대상 본상 - SBS 가요대전 본상 - MBC 10대 가수 가요제 10대 가수상 - MBC 10대 가수 가요제 최고 인기 가수상 - 코리안 뮤직 어워드 올해의 앨범상 - M.net KM 뮤직비디오 페스티벌 여자가수상 - 서울가요대상 본상 |
| 2004년 | - 제19회 골든 디스크 대상 - SBS 가요대전 본상 - SBS 가요대전 프로듀서상 - MBC 10대 가수 가요제 최고 인기 가수상 (2년 연속) - M.net KM 뮤직비디오 페스티벌 여자가수상 - 서울가요대상 본상                                                        |
| 2007년 | - 모바일 연예대상 여자가수상 |

### 가요 프로그램 1위
| 연도            | 수상 내역 (총 17회) |
| --------------- | --- |
| 2002년 (총 2회) | - 라라라 (총 2회) - 10월 20일 SBS 《인기가요》 1위 - 10월 26일 MBC 《음악캠프》 1위 |
| 2003년 (총 8회) | - 빚 (총 1회) - 1월 25일 MBC 《음악캠프》 1위 - 굿바이 (총 4회) - 3월 1일 MBC 《음악캠프》 1위 - 3월 8일 MBC 《음악캠프》 1위 - 3월 9일 SBS 《인기가요》 뮤티즌송 - 3월 15일 MBC 《음악캠프》 1위 (3주 연속) - 덩그러니 (총 3회) - 10월 11일 MBC 《음악캠프》 1위 - 10월 18일 MBC 《음악캠프》 1위 - 10월 25일 MBC 《음악캠프》 1위 (3주 연속) |
| 2004년 (총 5회) | - 휠릴리 (총 5회) - 10월 9일 MBC 《음악캠프》 1위 - 10월 21일 《엠카운트다운》 1위 - 10월 23일 MBC 《음악캠프》 1위 - 10월 30일 MBC 《음악캠프》 1위 - 11월 6일 MBC 《음악캠프》 1위 (통산 4주) |
| 2006년 (총 2회) | - Grace (총 2회) - 2월 26일 SBS 《인기가요》 뮤티즌송 - 3월 5일 SBS 《인기가요》 뮤티즌송 (2주 연속) |

## 앨범

#### 정규 앨범
| 연도 | 앨범명                        | 기획/배급                                                          |
| ---- | ----------------------------- | ------------------------------------------------------------------ |
| 1999 | 1집 《I Believe》             | 기획: 이가엔터테인먼트 (이가기획) 배급: 도레미레코드, YBM 서울음반 |
| 2001 | 2집 《Never Again》           | 기획: 이가엔터테인먼트 (이가기획) 배급: 록레코드, YBM 서울음반     |
| 2001 | 3집 《made in winter》        | 기획: 이가엔터테인먼트 (이가기획) 배급: YBM 서울음반               |
| 2002 | 4집 《my stay in sendai》     | 기획: 이가엔터테인먼트 (이가기획) 배급: YBM 서울음반               |
| 2003 | 5집 《this time》             | 기획: 이가엔터테인먼트 (이가기획) 배급: 소니 뮤직, YBM 서울음반    |
| 2004 | 6집 《The Colors of My Life》 | 기획: 이가엔터테인먼트 (이가기획) 배급: 소니 뮤직, YBM 서울음반    |
| 2006 | 7집 《grace》                 | 기획: 리쿠드엔터테인먼트 배급: 만인에미디어                        |
| 2007 | 8집 《내려놓음》              | 기획: 해브엔터테인먼트 배급: 만인에미디어/만월당                   |
| 2009 | 9집 《DAZZLE》                | 기획: 티 엔터테인먼트, HNS 엔터테인먼트 배급: KT 뮤직              |
| 2022 | 10집 《SORY》                 | 기획: 뉴에라프로젝트 배급: 카카오엔터테인먼트                      |

#### 미니 앨범
- 2008년 첫 번째 미니 앨범 《Once》
- 2020년 두 번째 미니 앨범(리메이크 앨범) 《Masque》
- 2020년 세 번째 미니 앨범(리메이크 앨범) 《No. 21》

#### 컴필레이션 앨범
- 2003년 4.5집 《Sweet Holiday in Lombok》
- 2004년 5.5집 《Classic the remake》
- 2005년 6.5집 《As Time Goes By》
- 2013년 9.5집 《클래식 : 더 리메이크 두 번째》

#### 비정규 앨범
- 2001년 라이브앨범 《그녀에게 감사해요》
- 2004년 일본 싱글 〈最後の我がまま〉
- 2005년 2005 스페셜 《An Autumn Day》
- 2009년 2009 No.1 DIVA'S LOVE 〈지울꺼야〉
- 2020년 싱글 〈날 찾아〉

#### 참여 앨범
- 2000년 《이정봉 4집》
- 2000년 《하얀마음 백구 OST》
- 2001년 《드라마 명성황후 OST》
- 2002년 《성룡 夢想的天材》
- 2002년 《영화 묻지마 패밀리 OST》
- 2002년 《Final Fantasy X International OST》
- 2002년 《The Winter》
- 2003년 《장나라와 친구들》
- 2003년 《드라마 장희빈 OST》
- 2003년 《Amazing Christmas》
- 2004년 《LEEJEEHOON 5》
- 2004년 Simply Sunday 싱글 〈사랑해요〉
- 2004년 《new Kpop compilation》
- 2005년 《이 죽일놈의 사랑 OST》
- 2006년 《A Love To Kill(這該死的愛電視原聲帶) OST》
- 2007년 《사랑에 미치다 OST》
- 2008년 《무슨 사랑이 그래요》
- 2009년 《유영석 20주년 기념 앨범》
- 2009년 《내조의 여왕 OST》
- 2010년 《거상 김만덕 OST》
- 2012년 《적도의 남자 OST》
- 2012년 《유령 OST》
- 2012년 《착한 남자 OST》
- 2013년 《장옥정, 사랑에 살다 OST》
- 2013년 아웃사이더 싱글앨범 〈슬피 우는 새〉 피쳐링
- 2014년 《러브 인 메모리2 - 아빠의 노트 OST》
- 2019년 《하나뿐인 내편 OST》
- 2020년 《꼰대인턴 OST》
- 2022년 《구필수는 없다 OST》

## 방송 활동

### 출연 및 진행 프로그램
- 2002년 MBC 《목표달성! 토요일 - 스타 서바이벌 동거동락 2기, 3기》
- 2006년 SBS 《X맨 - 일요일이 좋다》(57기)
- 2006년 ~ 2007년 SBS 《신동엽, 이수영의 음악공간》
- 2009년 KBS 드라마 《휴먼네트워크 슈퍼주니어의 미라클》 (박경림, 이특, 강인, 신동, 은혁과 공동 진행)
- 2009, 2012, 2020년 KBS2 《유희열의 스케치북》
- 2012년 MBC 《우리들의 일밤 나는 가수다 II》
- 2012년 ~ 2013년 KBS2 《내 생애 마지막 오디션》
- 2013년, 2015년, 2020년 JTBC 《히든싱어》
- 2013년 SBS 《도전 1000곡》
- 2013년 ~ 2017년 SBS MTV 《더 스테이지 빅 플레저》
- 2013, 2014, 2018, 2019년 KBS2 《불후의 명곡-전설을 노래하다》
- 2015년, 2022년, 2023년 MBC 《미스터리 음악쇼 복면가왕》 - 미의 여신 아프로디테 / 패널 출연
- 2015년 ,2017년  KBS2 《1대 100》
- 2016년 SBS 《판타스틱 듀오》
- 2019년 ~ 2020년 TV조선 《알콩달콩》
- 2020년 ~ 2021년 O'live 《슬기로운 생활》
- 2021년 MBN 《조선판스타》
- 2021년 SK B tv 《힐링산장 2》
- 2022년 MBN 《아트싱어》
- 2022년 채널S 《다시 갈 지도》
- 2022년 JTBC 《뉴페스타》
- 2022년 채널A 《배우는 캠핑짱》
- 2022년, 2023년 OGN 《우리 아이 게임 사용 설명서》
- 2023년 ~ 2025년 JTBC 《TV정보쇼 알짜왕》

### 라디오 DJ
- 2002년 ~ 2003년 MBC 표준FM 《감성시대》
- 2010년 ~ 2011년 KBS 쿨FM 《이수영의 뮤직쇼》
- 2017년 ~ 현재 CBS 음악FM 《12시에 만납시다》

## 가수 외 활동

### 출연 작품 (연기 활동)[주해 4]
- 2009년 KBS2 《그저 바라보다가》 - 김승은 역
- 2010년 영화 《퀴즈왕》 - 이수영 역

### 홍보대사
- 2002년 11월 한국어린이보호재단 홍보대사
- 2005년 한민족복지재단 홍보대사
- 2007년 5월 월드투게더 홍보대사
- 2007년 8월 한국환경기술진흥원 홍보대사
- 2007년 12월 국가인권위원회 홍보대사
- 2008년 11월 인터넷 문화협회 홍보대사
- 2010년 밀알복지재단 홍보대사
- 2017년 상담의 날 홍보대사

## 주해
1. ↑  이러한 믿음이 그녀를 지탱하게 해주는 원동력이 되었다고 후에 고백한 바 있다.
2. ↑  보너스 트랙으로 실린 두 곡의 경우 CD 한정으로 수록된 곡들이다.
3. ↑  이수영이 1998년 입학할 당시에는 학교명이 경원전문대학이었다.
4. ↑  텔레비전 시트콤 및 드라마 카메오 출연을 제외한 결과만 이에 해당.